# Mareuil-sur-Lay-Dissais
Mareuil-sur-Lay-Dissais település Franciaországban, Vendée megyében. Lakosainak száma 2773 fő (2022. január 1.). Mareuil-sur-Lay-Dissais Moutiers-sur-le-Lay, Bessay, Château-Guibert, Corpe, La Couture, Péault és Rosnay községekkel határos.

## Népesség
A település népességének változása:
| Lakosok száma | 2783 | 2806 | 2955 | 2813 | 2803 | 2792 | 2789 | 2773 | 2773 |
|               | 2013 | 2015 | 2016 | 2017 | 2018 | 2019 | 2020 | 2021 | 2022 |